# Kowloon-Canton Railway

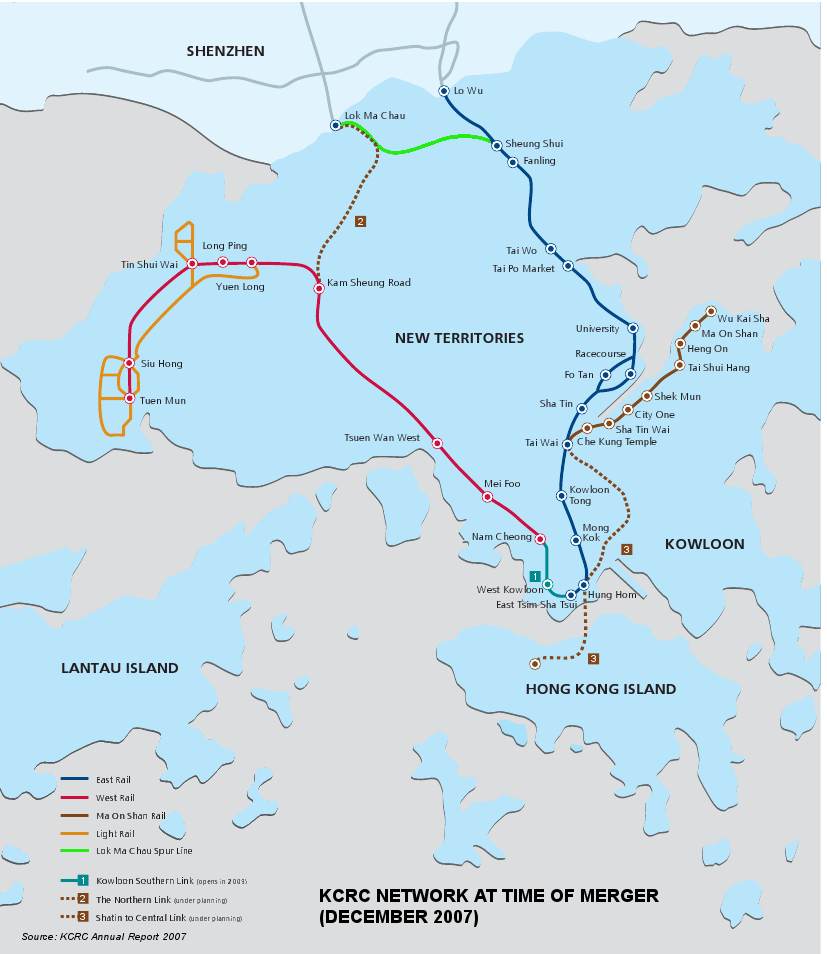
KCR-Systemplan – Zur Fusionszeit mit MTRC, Dezember 2007

Die Kowloon-Canton Railway, kurz KCR (chinesisch 九廣鐵路 / 九广铁路, Pinyin Jiǔ Guǎng Tiělù, Jyutping Gau2 Gwong1 Tit3lou6, kurz 九鐵 / 九铁,  Jiǔiě, Jyutping Gau2tit3 – „Kowloon-Kanton-Bahn“), ist das älteste und wichtigste Eisenbahnnetz in Hongkong, China. Historisch befand der Bahnhof der „Kowloon-Kanton-Bahn“ am Clock Tower vom Tsim Sha Tsui im Süden der Halbinsel Kowloon von Hongkong. Heute befindet sich der KCR-Bahnhof im Stadtteil Hung Hom in Kowloon-Ost nahe dem Cross Harbour Tunnel (CHT). Seit der Fusionierung der Schienennetze zwischen dem U-Bahn-Unternehmen MTR Corporation und dem Eisenbahn-Unternehmen Kowloon-Canton Railway Corporation am 1. Dezember 2007 wird sie heute als Teil des Mass-Transit-Railway-Netzes betrieben.

## Geschichte

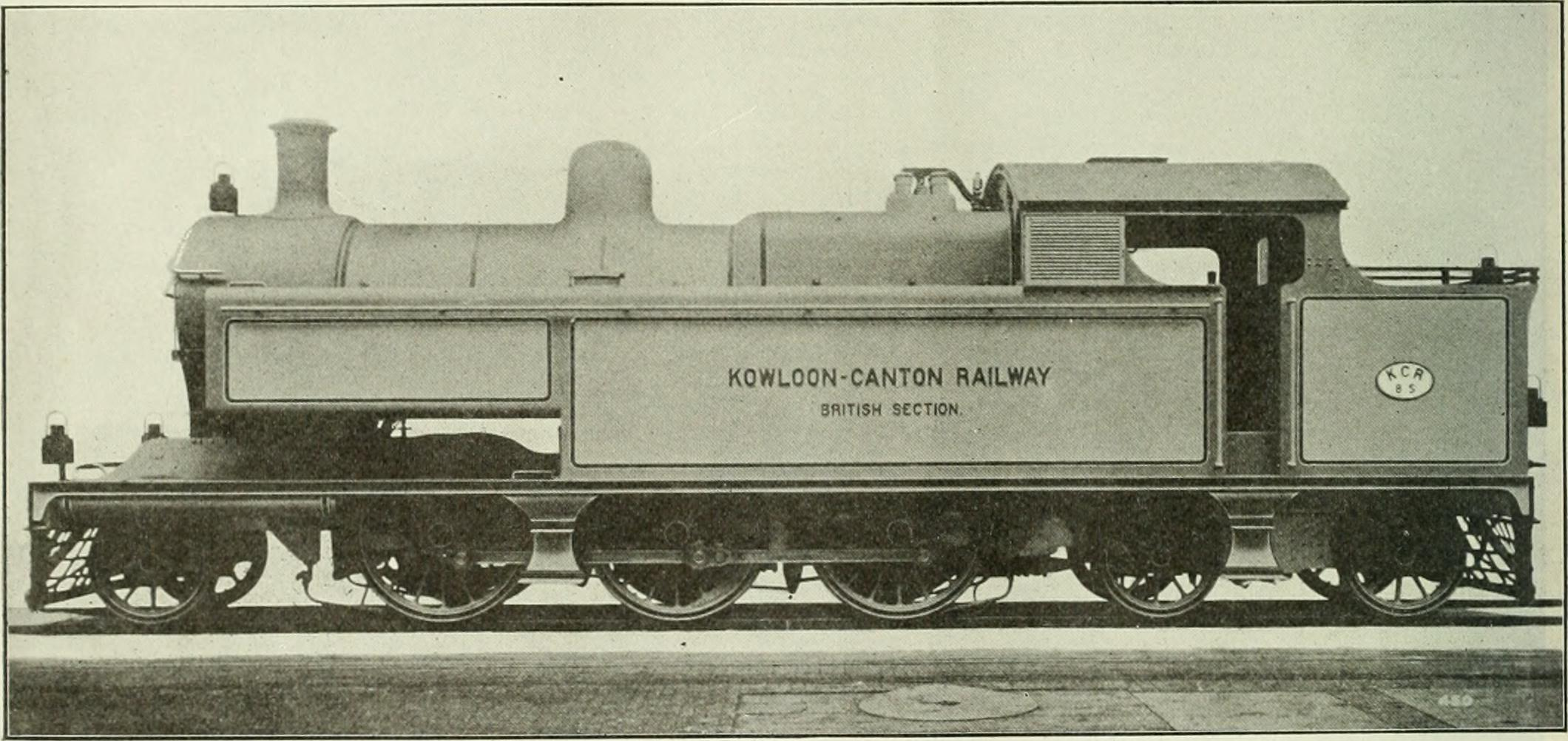
Eine von zwei bei Kitson & Co. 1909 gebauten Dampflokomotiven für die Britische Sektion (KCR).

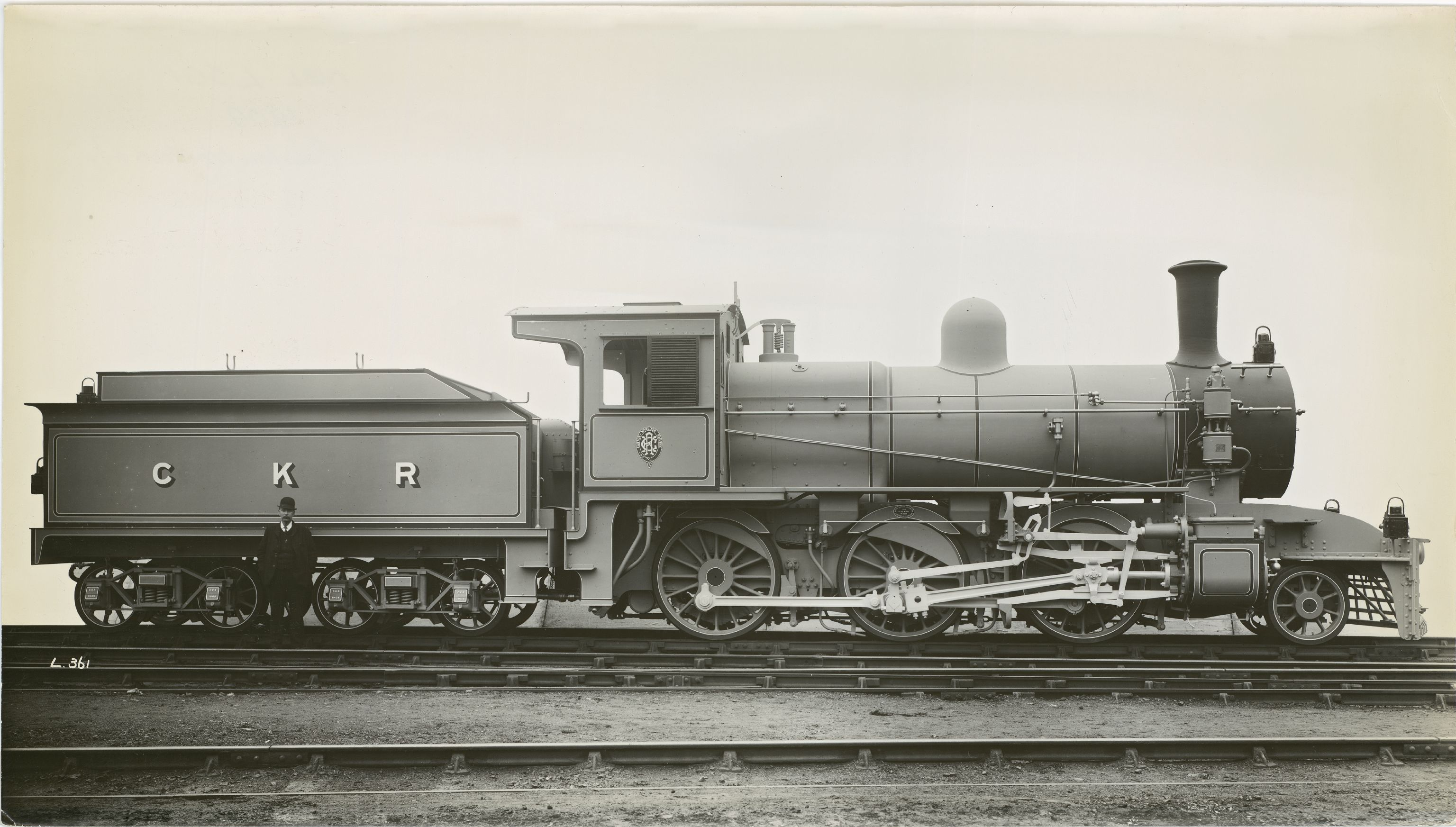
Eine 1909 von NBL für die Chinesische Sektion (CKR) gebaute Dampflokomotive der CKR-Klasse A.

Die Kowloon-Canton Railway wurde von der British and Chinese Corporation gebaut. Der erste Teil der Bahn wurde 1910 eröffnet und verband Kowloon in Hongkong mit Kanton (heute Guangzhou) in Festlandchina. Bei der Eröffnung war die KCR im Besitz von vier Dampflokomotiven, acht Personenwagen und 40 Güterwagen. Der 144 km lange chinesische Teil der Strecke wurde von der chinesischen Regierung betrieben und nannte sich anfangs Canton-Kowloon Railway (CKR). Im Herbst 1911 wurde die komplette rund 180 km lange Strecke in Betrieb genommen. Die Grundsteinlegung für den Kopfbahnhof in Tsim Sha Tsui Hongkong erfolgte 1913. Der KCR-Bahnhof nahm den Betrieb offiziell 1916 auf. 1936 war die KCR im Besitz von 18 Lokomotiven, 3 Triebwagen, 42 Personenwagen und 116 Güterwagen. Die CKR verfügte über 14 Lokomotiven, 1 Triebwagen, 34 Personenwagen und 67 Güterwagen. In den 1970er Jahren wurde er trotz Protesten – bis auf den seit 1990 denkmalgeschützten Clock Tower – abgerissen. Nach der Gründung der Volksrepublik China 1949 wurde der Teil der Bahnstrecke, der außerhalb der Kronkolonie Hongkong lag, enteignet. Der damals verbliebene britische Teil der Bahn ist heute die East Rail Line, der chinesische Teil ist heute die Guangzhou–Shenzhen railway.
Zwischenfälle
- Am 20. April 1931 brach ein nach heftigen Regenfällen unterspülter Bahndamm zusammen, als er von einem Zug nach Kowloon befahren wurde. Die Wagen stürzten neun Meter tief ab. Mehr als 30 Menschen starben, 20 bis 30 wurden darüber hinaus schwer verletzt.[8]
- Nach einer Explosion in einem Personenwagen am 17. Januar 1937 bei Shitan (石灘鎮 – „wörtl. Großgemeinde Steiniger Strand bzw. Felsiger Strand“)[9], gerieten die letzten Wagen eines fahrenden Zuges in Brand. 112 Menschen starben. → Hauptartikel: Eisenbahnunfall von Shitan

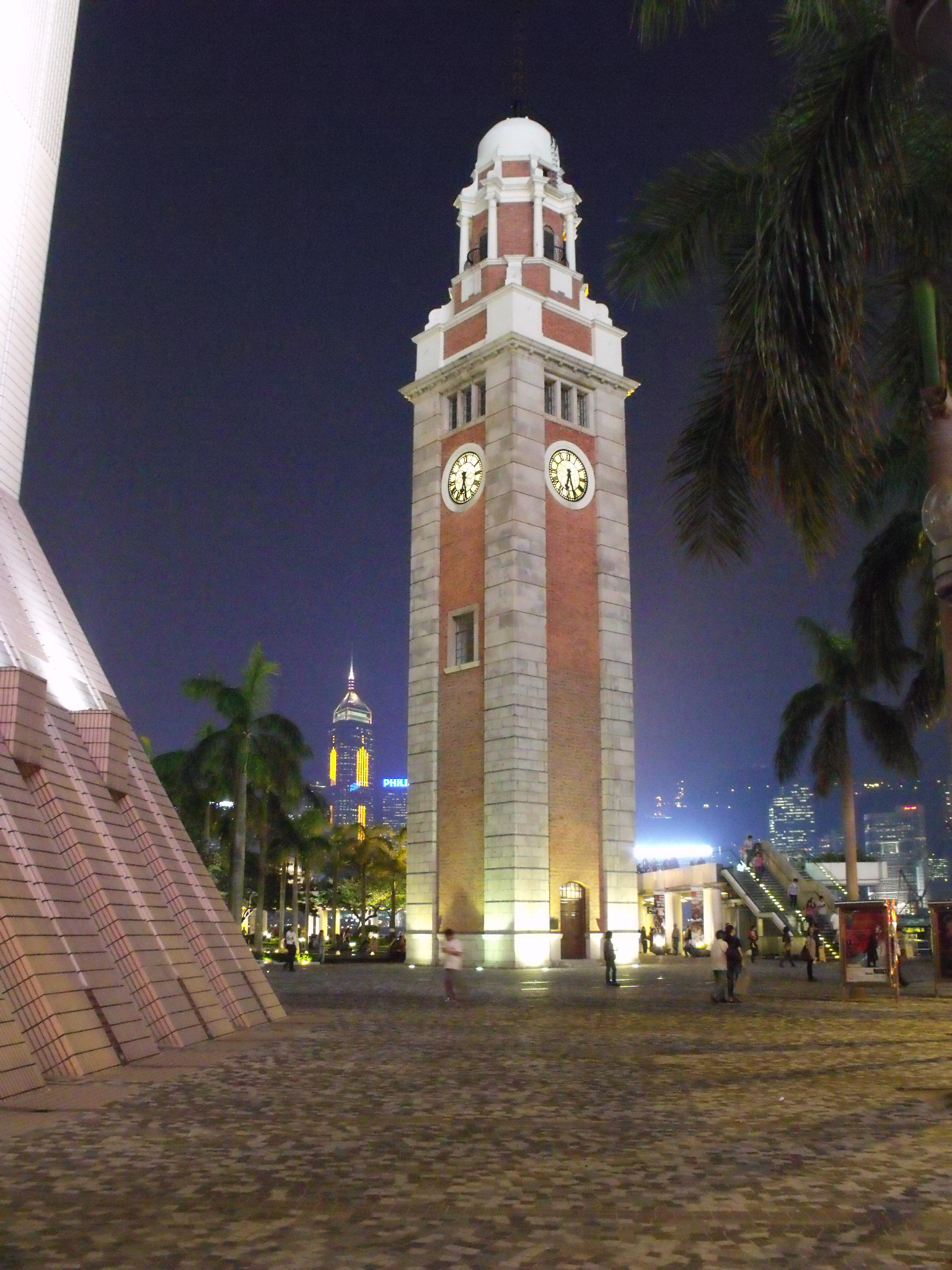
KCR-Clocktower – TST, 2011

- Am 16. Januar 1938 brach im zweiten Wagen eines Schnellzuges Feuer aus. Es wurde später Brandstiftung vermutet. Der Zug war – wie bei dem Unfall ein Jahr zuvor – weder mit einer Notbremse noch mit einer Signaleinrichtung ausgestattet, die für Fahrgäste zugänglich war. Der Wagen selbst und zwei benachbarte Wagen brannten aus. 87 Menschen starben, 30 wurden darüber hinaus verletzt.[10]

Gegenwart
2007 wurden die KCR-Linien in das Mass Transit Railway (MTR) integriert. Die MTR Corporation betreibt die KCR-Eisenbahnnetzinfrastruktur für zunächst 50 Jahre, die jedoch im Besitz der Kowloon-Canton Railway Corporation, kurz KCRC (九廣鐵路公司, kurz 九鐵公司) verblieb. Die KCRC wiederum gehört der Regierung von Hongkong. Als Teil des geplanten Zusammenschlusses wurde die KCR East Rail, KCR West Rail und die KCR Ma On Shan Rail umbenannt in East Rail Line, West Rail Line und Ma On Shan Line. Die Mong Kok Station an der East Rail wurde umbenannt in Mong Kok East Station.
Die KCR betreibt Stadtbahn-Verkehr, den Light Rail Transit, kurz LRT, lokal meist umgangssprachlich als Light Rail (輕鐵 – „leichter Schienenverkehr“) bezeichnet, auf den Linien zwischen Tuen Mun und Yuen Long in den New Territories. Im Eisenbahn-Fernverkehr gibt es Intercity- und Hochgeschwindigkeitszüge nach Peking, Shanghai, Guangzhou und Zhaoqing, die über den KCR-Bahnhof Hung Hom und seit September 2018 auch über den KCR-Bahnhof in West Kowloon (WKS) verkehren. Daneben besitzt die KCR auch eigene Dieselloks, die beim Güterverkehr zwischen Festlandchina und der Sonderverwaltungszone Hongkong eingesetzt werden.